# Sergei Rakhmanin
Sergei Rakhmanin (Karl-Marx-Stadt, Alemanha, 18 de outubro de 1961) é um renomado piloto acrobático e instrutor de vôo russo e foi qualificado para competir em 2007 na Red Bull Air Race World Series.
Ele se tornou em 1991 o último campeão acrobático absoluto da URSS. Sergei Rakhmanin ganhou o título em todas as categorias da FAI European Aerobatic Championships em 1999 e FAI World Aerobatic Championships em  2003 e em 2005.
Ele mora em São Petersburgo, Rússia e é casado e tem um filho.

## Red Bull Air Race World Series
| Sergei Rakhmanin na Red Bull Air Race World Series | Sergei Rakhmanin na Red Bull Air Race World Series | Sergei Rakhmanin na Red Bull Air Race World Series | Sergei Rakhmanin na Red Bull Air Race World Series | Sergei Rakhmanin na Red Bull Air Race World Series | Sergei Rakhmanin na Red Bull Air Race World Series | Sergei Rakhmanin na Red Bull Air Race World Series | Sergei Rakhmanin na Red Bull Air Race World Series | Sergei Rakhmanin na Red Bull Air Race World Series | Sergei Rakhmanin na Red Bull Air Race World Series | Sergei Rakhmanin na Red Bull Air Race World Series | Sergei Rakhmanin na Red Bull Air Race World Series | Sergei Rakhmanin na Red Bull Air Race World Series | Sergei Rakhmanin na Red Bull Air Race World Series | Sergei Rakhmanin na Red Bull Air Race World Series | Sergei Rakhmanin na Red Bull Air Race World Series |
| Ano                                                | 1                                                  | 2                                                  | 3                                                  | 4                                                  | 5                                                  | 6                                                  | 7                                                  | 8                                                  | 9                                                  | 10                                                 | 11                                                 | 12                                                 | Pontos                                             | Vitórias                                           | Posições                                           |
| -------------------------------------------------- | -------------------------------------------------- | -------------------------------------------------- | -------------------------------------------------- | -------------------------------------------------- | -------------------------------------------------- | -------------------------------------------------- | -------------------------------------------------- | -------------------------------------------------- | -------------------------------------------------- | -------------------------------------------------- | -------------------------------------------------- | -------------------------------------------------- | -------------------------------------------------- | -------------------------------------------------- | -------------------------------------------------- |
| 2007                                               | 12º                                                | 9º                                                 | 9º                                                 | Turquia                                            | Espanha                                            | Suíça                                              | TBA                                                | Hungria                                            | Portugal                                           | Estados Unidos                                     | México                                             | Austrália                                          | 0                                                  | 0                                                  | 12º                                                |
| Total                                              |                                                    |                                                    |                                                    |                                                    |                                                    |                                                    |                                                    |                                                    |                                                    |                                                    |                                                    |                                                    | 0                                                  | 0                                                  | 12º                                                |

Legenda:
- CAN: Cancelado
- DNP: Não participou
- DNS: Não Competiu
- DQ: Desqualificado
- NC: Não foi classificado